# Nationale Sluitingsprijs
De Nationale Sluitingsprijs is een wielerwedstrijd in het Belgische Putte-Kapellen, ten noorden van Antwerpen gelegen op de grens met Nederland. De Sluitingsprijs is, zoals de naam al doet vermoeden, de laatste wedstrijd van het Belgische wielerseizoen en wordt traditioneel midden oktober verreden.

## Geschiedenis
De wedstrijd wordt al georganiseerd sinds 1929 en maakte een aantal jaren deel uit van het Europese continentale circuit van de UCI, de UCI Europe Tour. In 2016 behoorde de wedstrijd ook tot het (toenmalige) regelmatigheidscriterium Napoleon Games Cycling Cup.
September 2018 werd besloten om opnieuw een 'nationale wedstrijd' te worden en de UCI-classificatie los te laten. De stap terug naar een status als (de facto) kermiskoers werd geacht het voortbestaan van deze van oudsher regionale wedstrijd beter te waarborgen, doordat de deelnemende ploegen niet langer beperkt zouden worden tot een maximum van 7 renners en ook individuele, lokale (publiekstrekkende) renners konden starten.
Sinds 2019 wordt de wedstrijd georganiseerd door de Koninklijke Wielrijdersclub van Merksem (KWCM), een vzw die onder de noemer 'Karakterkoersen' ook de Schaal Sels, Antwerp Port Epic en de Memorial Rik Van Steenbergen inricht.

## Lijst van winnaars

### Meervoudige winnaars

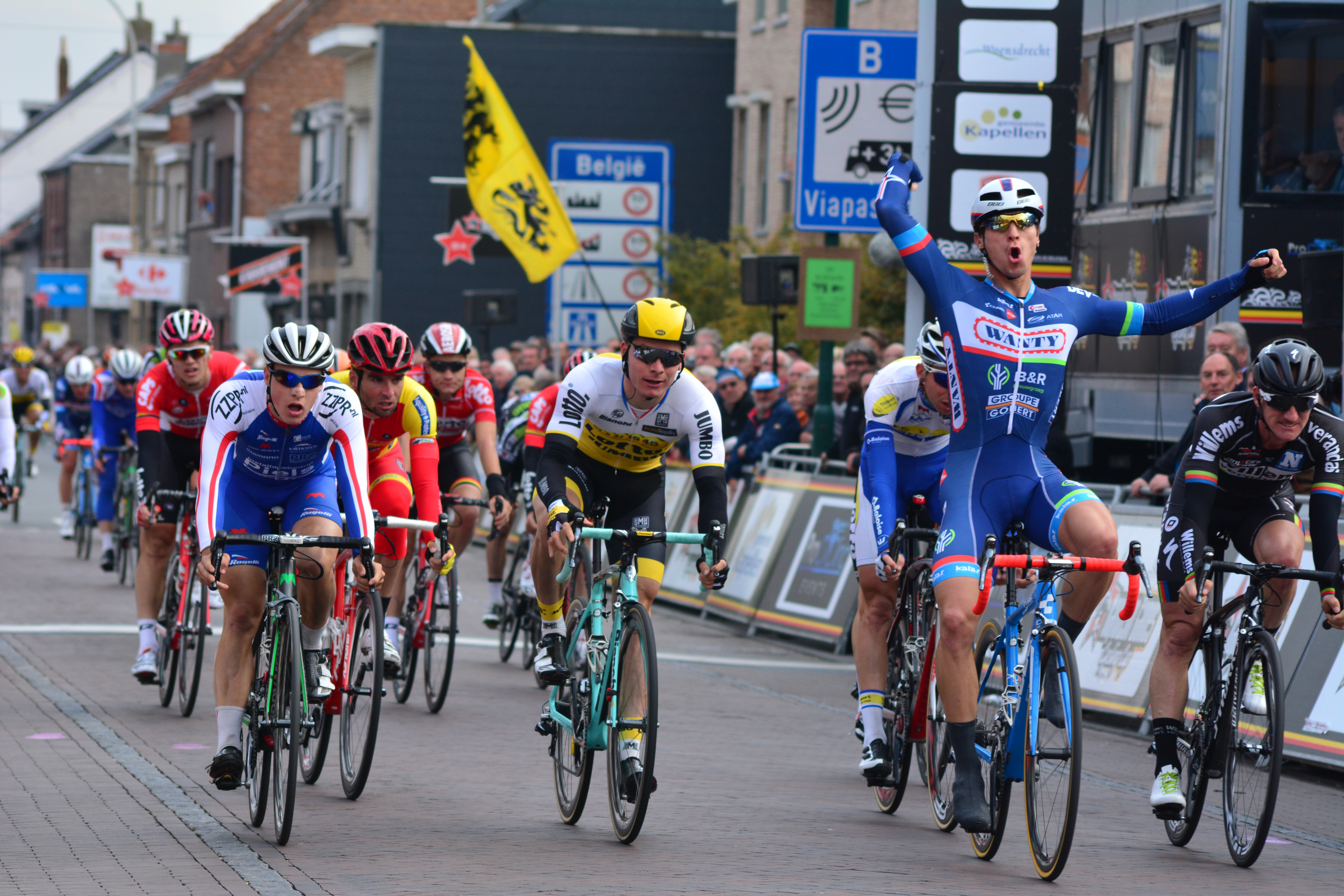
Roy Jans wint Nationale Sluitingsprijs 2016

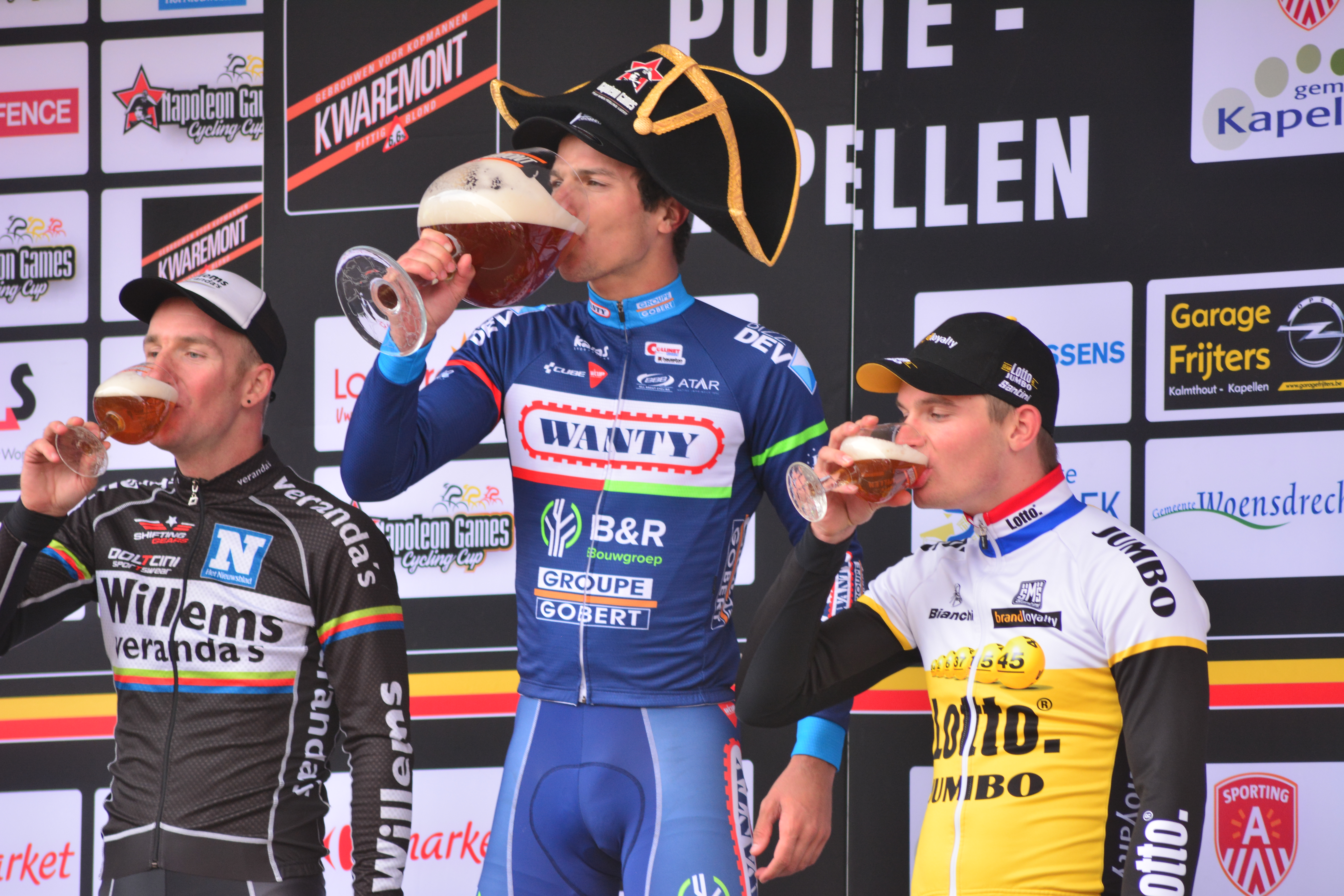
Het podium 2016

| Overwinningen | Renner                 | Jaren            |
| ------------- | ---------------------- | ---------------- |
| 3             | Frans Van Looy         | 1974, 1977, 1979 |
| 3             | Adrie van der Poel     | 1983, 1986, 1987 |
| 2             | Leo De Rijck           | 1932, 1933       |
| 2             | Karel De Baere         | 1955, 1958       |
| 2             | Gustaaf De Smet        | 1963, 1964       |
| 2             | Frans Brands           | 1965, 1968       |
| 2             | Gustaaf Van Roosbroeck | 1972, 1973       |
| 2             | Jens Debusschere       | 2013, 2014       |

### Overwinningen per land
| Overwinningen | Land                             |
| ------------- | -------------------------------- |
| 64            | België                           |
| 21            | Nederland                        |
| 2             | Frankrijk                        |
| 1             | Verenigd Koninkrijk, Wit-Rusland |